# قره قاش محمد باشا
قره قاش محمد باشا (بالتركية: Karakaş Mehmed Paşa)‏ هو سياسي عثماني، تولى منصب والي البوسنة.

## مناصبه
تولى المناصب التالية:
- والي البوسنة (1612–1613)